# Luksemburgizm

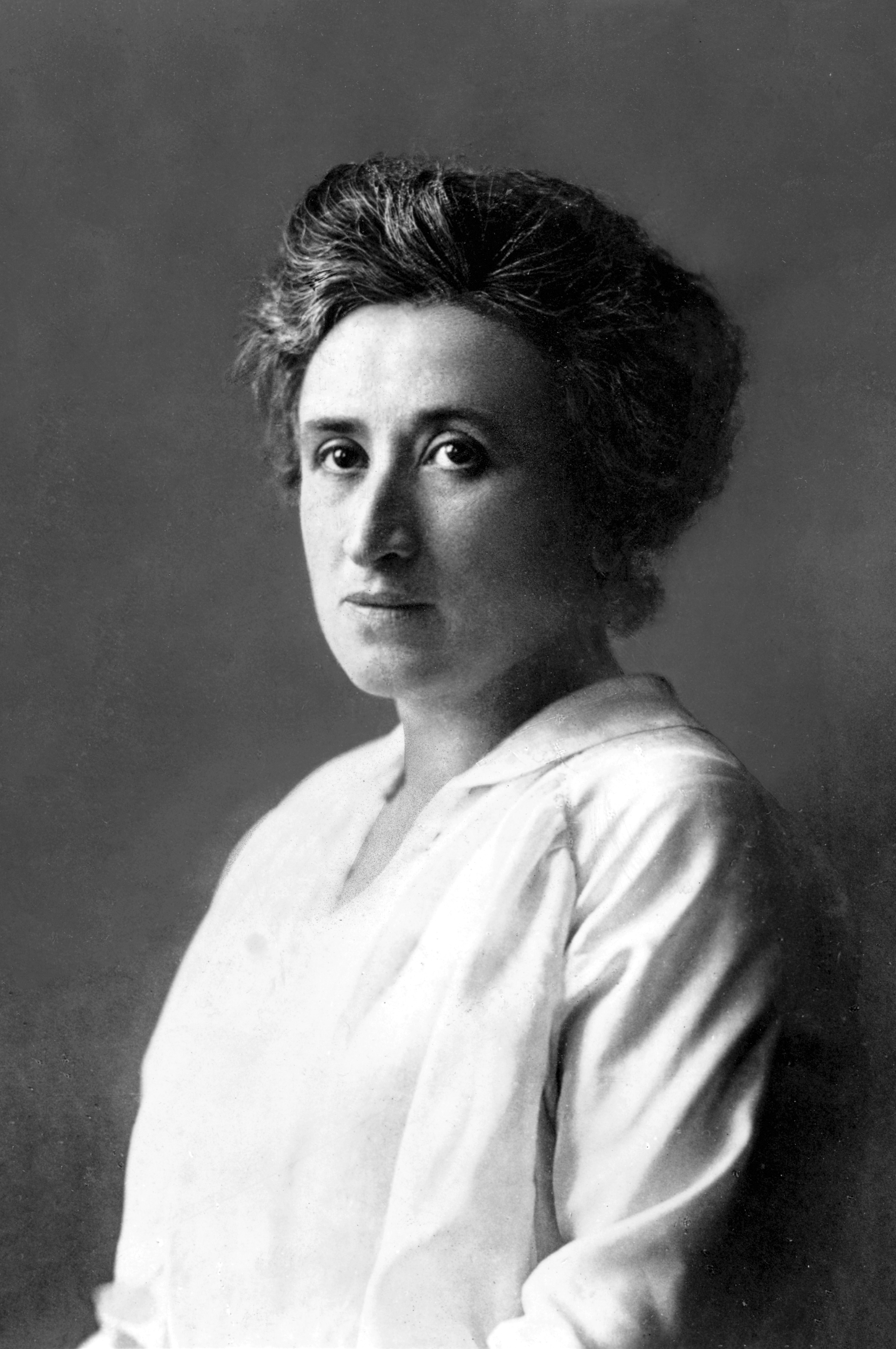
Zdjęcie Róży Luksemburg zrobione ok. 1905.

Luksemburgizm – specyficzna odmiana socjalizmu, bazująca na teoretycznych zagadnieniach przedstawionych przez Różę Luksemburg w swoich pracach.
Termin luksemburgizm został po raz pierwszy użyty przez bolszewików, którzy zarzucali zwolennikom Róży Luksemburg odejście od marksizmu rewolucyjnego.
Luksemburgizm jest interpretacją marksizmu, która polega na poparciu rewolucji proletariackiej, której motorem są jednak masy, a nie kadrowa partia. Według zwolenników luksemburgizmu, partia ma być tylko wyrazicielem woli mas. Negatywnie odnosi się do koncepcji kadrowej partii zawodowych rewolucjonistów i centralizmu demokratycznego, stworzonej przez Włodzimierza Lenina oraz Lwa Trockiego.

## Luksemburgizm jako demokratyczny i rewolucyjny socjalizm
Główne założenia luksemburgizmu podkreślają jego poparcie dla demokracji, ale także postulat przeprowadzenia rewolucji tak szybko, jak tylko jest to możliwe. Zbliża się przez to do komunizmu rad, ale nie odrzuca on związków zawodowych czy przeprowadzania wyborów. Przypomina także trockizm, w związku ze swym sprzeciwem wobec totalitaryzmu rządu stalinowskiego, choć odrzuca reformistyczne postulaty nowoczesnej socjaldemokracji. Luksemburgizm wskazuje na to, iż zarówno Lenin, jak i Trocki popełnili niedemokratyczne błędy.

### Rewolucyjna demokracja socjalistyczna
W twórczości Luksemburg wyraźne jest przywiązanie do demokracji i konieczność rewolucji. Sama idea demokracji zrywa z „głównym nurtem komunizmu”, ponieważ skutecznie umniejsza rolę partii komunistycznej, ale w rzeczywistości jest bardzo podobna do poglądów Karola Marksa („Wyzwolenie klasy robotniczej musi zostać dokonane przez samą klasę robotniczą”). Niejasność pojęcia demokracji w twórczości Luksemburg mogła stanowić jedną z przyczyn jej początkowych trudności w uzyskaniu szerokiego poparcia. Niemniej, nigdy nie próbowała skonkretyzować owej koncepcji, co wynikało z jej otwartości na modyfikację koncepcji.

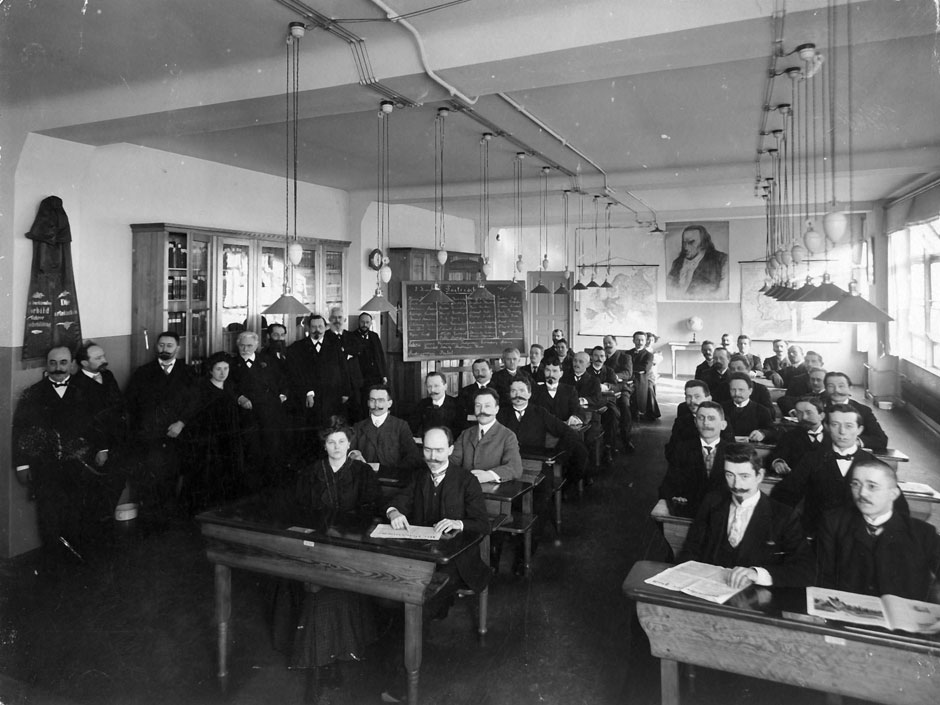
Róża Luksemburg (po lewej) wśród słuchaczy szkoły partyjnej SPD w 1907

Walkę o zdobycie większości w parlamencie uznawała za nieefektywną oraz nierealną, za co krytykowała wielu przedstawicieli socjaldemokracji (w tym szczególnie Eduarda Bernsteina). Według niej, pomiędzy społeczeństwem kapitalistycznym a społeczeństwem socjalistycznym znieść może „tylko młot rewolucji, tzn. zdobycie władzy politycznej przez proletariat”. Zrzeszające przedstawicieli różnych klas społecznych „zgromadzenia narodowe” uznawała za organ fasadowy będący tworem burżuazyjnym i złudnego przekonania o jedności narodu.
Zdobycie władzy politycznej określała marksistowskim pojęciem „dyktatury proletariatu”, choć we wcześniejszych publikacjach nie wypowiadała się co do formy „dyktatury”, poprzestając na stwierdzeniu, że klasa społeczna, która poczuła się wystarczająco silna i dojrzała, by zdobyć władzę, tworzy nowy system prawny. Co jest natomiast ważne w tym kontekście, władzę polityczną Róża Luksemburg utożsamiała z władzą ekonomiczną.
Według Luksemburg dyktatura proletariatu polega na zastąpieniu demokracji służącej systemowi kapitalistycznemu, demokracją służącą budowaniu ustroju socjalistycznego. Jak pisała, dyktatura proletariatu „polega na sposobie stosowania demokracji, nie na jej zniesieniu. Na energicznej, zdecydowanej ingerencji w dobrze nabyte prawa i stosunki gospodarcze społeczeństwa mieszczańskiego, bez czego przewrót socjalistyczny nie da się urzeczywistnić”. Istotne w tej koncepcji są dwa elementy, które wyróżniała:
1. Jak największa aktywność całej klasy robotniczej, a nie tylko partii lub kliki kierowniczej.
2. Zrozumienie, że nie istnieje żadne pewne rozwiązanie budowy socjalistycznego systemu gospodarczego, społecznego i prawnego. Drogi dążenia do takiego systemu wymagają nieustannego eksperymentowania, wymiany doświadczeń i poszukiwania dróg.

Niemniej, Luksemburg określała demokrację socjalistyczną jako działanie większości ludu, czyli uciskanych i wyzyskiwanych pracowników, którymi kieruje chęć dokonania radykalnych zmian kończących z kapitałem i zastanym systemem. Żadna mniejszość w postaci elity rewolucyjnej, przywódcy, zgromadzenia narodowego czy grupy kierowników partyjnych nie może zawłaszczyć tej inicjatywy. Według niej idea rewolucji sama w sobie jest wyrazem najczystszej demokratycznej woli ludu. Natomiast władza rewolucyjna powinna być demokratyczna, czyli wyrażać wolę większości. Mogłaby ona przybierać formę rad robotniczych, wybieralnego zgromadzenia, jak i również ich kombinacji. Niemniej zdanie Luksemburg w tej kwestii było otwarte.

Sama Luksemburg wyjaśniła swoje stanowisko w sprawie demokracji w pismach dotyczących rewolucji rosyjskiej i Związku Radzieckiego, gdzie poddała krytyce niedemokratyczne tendencje obecne podczas przewrotu bolszewickiego:

Bez wyborów powszechnych, nieskrępowanej wolności prasy i zgromadzeń, swobodnej walki przekonań, życie w każdej instytucji publicznej obumiera, staje się życiem pozornym, w którym jedynie biurokracja pozostaje elementem aktywnym. Życie publiczne pogrąża się stopniowo we śnie, kilka tuzinów przywódców partyjnych obdarzonych niewyczerpaną energią i bezgranicznym idealizmem dyryguje i rządzi, spośród nich w rzeczywistości kieruje tuzin głów, a elitę robotników zwołuje się od czasu do czasu na zgromadzenia, by oklaskiwała przemówienia przywódców, jednogłośnie aprobowała przedstawione rezolucje, a więc w gruncie rzeczy gospodarka kliki – w istocie dyktatura, ale nie dyktatura proletariatu, lecz garści polityków, tzn. dyktatura w sensie burżuazyjnym, w sensie panowania jakobinów (przesunięcie Zjazdu Rad z trzech miesięcy na sześć miesięcy!). Więcej jeszcze: takie stosunki muszą sprzyjać zdziczeniu życia publicznego – zamachy, rozstrzeliwanie zakładników itd.

Luksemburg nalegała także na demokrację socjalistyczną, która opierałaby się na wolności dla zwolenników rewolucji, jak i jej przeciwników:

Wolność tylko dla zwolenników rządu, tylko dla członków partii – choćby nawet byli nie wiadomo jak liczni – nie jest wolnością. Wolność jest zawsze wolnością dla myślących inaczej. Nie ze względu na fanatyzm „sprawiedliwości”, lecz dlatego, że zależy od tego cały oświecający, uzdrawiający i oczyszczający walor wolności politycznej i jego oddziaływanie zawodzi, gdy „wolność” staje się przywilejem.

### Teoria imperializmu
Akumulacja kapitału była jedynym oficjalnie opublikowanym dziełem Luksemburg na temat ekonomii za jej życia. W polemice argumentowała, że kapitalizm musi stale rozszerzać się na obszary niekapitalistyczne, aby uzyskać dostęp do nowych źródeł dostaw, rynków wartości dodatkowej i zasobów pracy. Według Luksemburg Karol Marks popełnił błąd w Kapitale, ponieważ proletariat nie mógł sobie pozwolić na kupowanie wytwarzanych przez siebie towarów i niemożliwe było osiągnięcie zysku przez kapitalistów w systemie kapitalistycznym zamkniętym, ponieważ popyt na towary byłby zbyt niski, a tym samym duża część ich wartości nie mogła zostać przekształcona w pieniądze. Według Luksemburg kapitaliści dążyli do realizacji zysków poprzez przerzucanie nadwyżek towarów na gospodarki niekapitalistyczne, stąd zjawisko imperializmu, jako że państwa kapitalistyczne dążyły do zdominowania słabszych gospodarek. Prowadziło to jednak do ich zniszczenia, które stopniowo wchłaniał system kapitalistyczny. Wraz ze zniszczeniem systemów niekapitalistycznych nie byłoby już rynków, na które można by przerzucić nadwyżki towarów, co w efekcie doprowadziłoby do załamania samego systemu kapitalistycznego.

Potrzebne mu [kapitalizmowi) są niekapitalistyczne warstwy społeczne jako rynek zbytu dla jego wartości dodatkowej, jako źródła jego środków produkcji i jako rezerwuar sił roboczych dla jego systemu pracy najemnej. [...] Dlatego też kapitalizm zawsze i wszędzie toczy przede wszystkim walkę o zniszczenie gospodarki naturalnej w każdej napotykanej przezeń postaci historycznej: niewolnictwa, feudalizmu, pierwotnego komunizmu, patriarchalnego gospodarstwa chłopskiego. W walce tej przemoc polityczna (rewolucja, wojna), państwowa śruba podatkowa i taniość towarów są głównymi metodami, które stosuje się po części równolegle, po części kolejno po sobie, i które wzajem się wspierają. W walce z feudalizmem w Europie przemoc przejawiała się w postaci rewolucji (do tej kategorii w ostatecznym efekcie zaliczają się rewolucje XVII, XVIII i XIX wieku), natomiast w krajach pozaeuropejskich, w walce z bardziej prymitywnymi formami społecznymi – w postaci polityki kolonialnej. Stosowany tu system podatkowy i handel prowadzony głównie z prymitywnymi społecznościami stanowią mieszaninę, w której przemoc polityczna splata się ściśle z czynnikami ekonomicznymi.

Akumulacja kapitału została skrytykowana zarówno przez marksistowskich, jak i niemarksistowskich ekonomistów. Książce zarzucano, że logika niemożności osiągania zysków w systemie zamkniętym kapitalistycznym była błędna, a jej teoria podkonsumpcyjna zbyt surowa. Wnioski, że granice systemu kapitalistycznego prowadzą do imperializmu oraz wojny, popchnęły Luksemburg w stronę działania przeciwko militaryzmowi i kolonializmowi.

### Dialektykaspontaniczności i organizacji
Dialektyka spontaniczności i organizacji była centralną cechą filozofii politycznej Luksemburg, w której spontaniczność jest oddolnym podejściem do organizowania zorientowanego na partię i walkę klas. Przekonywała, że spontaniczność i organizacja nie są odrębnymi działaniami, ale różnymi momentami jednego procesu politycznego, ponieważ jeden bez drugiego nie istnieje. Przekonania te wyrosły z poglądu o walce klas, która ewoluuje od elementarnego, spontanicznego stanu do wyższego poziomu:

Klasy robotnicze w każdym kraju dopiero uczą się walczyć w toku swoich zmagań. [...] Socjaldemokracja [...] jest tylko przednią strażą proletariatu, małą częścią ogółu mas pracujących; krew z ich krwi i ciało z ich ciała. Socjaldemokracja szuka i odnajduje drogi i poszczególne hasła walki robotniczej dopiero w toku rozwoju tej walki i tylko przez tę walkę zdobywa kierunki dalszego rozwoju.

Luksemburg nie uważała spontaniczności za abstrakcję, ale rozwinęła dialektykę spontaniczności i organizacji pod wpływem masowych strajków w Europie, zwłaszcza rewolucji rosyjskiej z 1905 roku. W przeciwieństwie do socjaldemokratycznej ortodoksji II Międzynarodówki, nie uważała organizacji za wytwór naukowo-teoretycznego wglądu w imperatywy historyczne, ale za wytwór walk klas robotniczych.

Socjaldemokracja jest po prostu ucieleśnieniem walki klasowej współczesnego proletariatu, walki napędzanej świadomością własnych historycznych konsekwencji. Masy są w rzeczywistości swoimi własnymi przywódcami, dialektycznie kreującymi własny proces rozwoju. Im bardziej socjaldemokracja będzie się rozwijać, rosnąć i umacniać, tym bardziej oświecone masy robotnicze będą brać w swoje ręce własne losy, kierownictwo ruchu i determinację jego kierunku. A ponieważ cały ruch socjaldemokratyczny jest tylko świadomą awangardą proletariackiego ruchu klasowego, który, mówiąc słowami Manifestu Komunistycznego, reprezentuje w każdym momencie walki stałe interesy wyzwolenia i cząstkowe interesy grupowe siły roboczej vis à vis interesów ruchu jako całości, a więc w ramach socjaldemokracji jego przywódcy są tym potężniejsi, im bardziej wpływowi, tym wyraźniej i świadomiej czynią się jedynie rzecznikiem woli i dążeń oświeconych mas, jedynie agentów obiektywnych praw ruchu klasowego.

Luksemburg również argumentowała:

Nowoczesna klasa proletariacka nie prowadzi walki według planu określonego w jakiejś książce lub teorii; współczesna walka robotnicza jest częścią historii, częścią postępu społecznego i w środku historii, w środku postępu, w środku walki, uczymy się, jak musimy walczyć. [...] Właśnie to jest w tym godne pochwały, właśnie dlatego ten kolosalny kawałek kultury w ramach nowoczesnego ruchu robotniczego określa epokę: że wielkie masy ludu pracującego najpierw wykuwają z własnej świadomości, z własnej wiary, a nawet z własnego zrozumienia broń własnego wyzwolenia.

### Krytyka rewolucji październikowej
W artykule opublikowanym tuż przed rewolucją październikową Luksemburg scharakteryzowała rosyjską rewolucję lutową 1917 jako „rewolucję proletariatu” i twierdziła, że „liberalna burżuazja” została popchnięta do defensywy przez wystąpienie „władzy proletariackiej”. Powiedziała, że zadaniem rosyjskiego proletariatu, oprócz walki z „imperialistyczną burżuazją”, jest zakończenie „imperialistycznej” wojny światowej. Według Luksemburg wojna światowa sprawiła, że Rosja dojrzała do rewolucji socjalistycznej. Dlatego „niemiecki proletariat także [...] staje przed sprawą honoru, i to bardzo brzemienną w skutki sprawą”.
W kilku pracach, w tym w eseju napisanym z więzienia i opublikowanym pośmiertnie przez jej towarzysza Paula Levi (którego publikacja przyspieszyła jego wydalenie z Trzeciej Międzynarodówki) Rewolucja Rosyjska, Luksemburg ostro skrytykowała niektóre działania bolszewików, takie jak tłumienie Zgromadzenia Ustawodawczego w styczniu 1918, czy ich wsparcie rzekomego prawa wszystkich narodów do samostanowienia. Taka polityka w krajach kresowych miała doprowadzić wyłącznie do przejęcia władzy przez klasy burżuazyjne, a tym zdecydowanie nie zależało na samostanowieniu narodów, ponieważ nie leżało to w ich interesie klasowym. Według Luksemburg strategiczne błędy bolszewików stworzyły ogromne niebezpieczeństwa dla rewolucji, takie jak jej biurokratyzacja, czy finalnie powstanie dyktatury, która mogłaby być gorsza niż rządy caratu.
W sprawie hasła samostanowienia narodów Luksemburg pisała:

Naturalnie, we wszystkich tych wypadkach to nie „narody” naprawdę prowadzą tę reakcyjną politykę, lecz klasy burżuazyjne i drobnomieszczańskie, które w najostrzejszym przeciwieństwie do mas swego własnego proletariatu przeinaczyły „prawo narodu do samookreślenia" w narzędzie swej klasowej, kontrrewolucyjnej polityki. Ale – i tu dochodzimy do sedna problemu – na tym właśnie polega utopijnodrobnoburżuazyjny charakter tego nacjonalistycznego frazesu, że w surowej rzeczywistości społeczeństwa klasowego, a zwłaszcza w epoce skrajnie zaostrzonych przeciwieństw, przekształca się on po prostu w środek burżuazyjnego panowania klasowego. Bolszewicy za cenę największych szkód dla siebie i dla rewolucji zostaną pouczeni o tym, że właśnie pod panowaniem kapitału nie na żadnego samookreślenia narodu, że w społeczeństwie klasowym każda klasa narodu pragnie się inaczej „samookreślić” i że dla klas burżuazyjnych zasady wolności narodowej całkowicie ustępują zasadom panowania klasowego. Burżuazja fińska i drobnomieszczaństwo ukraińskie były całkowicie zgodne w tym, by przedkładać niemiecki despotyzm nad wolność narodową, jeśliby miała ona być związana z niebezpieczeństwem „bolszewizmu”.

Luksemburg była gorącą zwolenniczką pluralizmu, wolności poglądów i prasy. Bolszewikom zarzucała brak poszanowania dla demokracji i elitarystyczną koncepcję roli partii w procesie rewolucyjnym. I to właśnie niedemokratyczny charakter rewolucji bolszewickiej poddawała szczególnej krytyce. Zwracała uwagę na fakt, że ograniczenie pojęcia wolności wyłącznie dla członków partii mija się z celem socjalistycznej rewolucji. Tak samo jej prowadzenie uwzględniając wyłącznie przywództwo kierownictwa partii, a nie zbuntowanych mas. Pisała, że „wolność tylko dla zwolenników rządu, tylko dla członków partii – choćby nawet byli nie wiadomo jak liczni – nie jest wolnością”.
Z okresu rewolucji bolszewickiej pochodzi jej znany aforyzm: „Nie ma prawdziwego socjalizmu bez demokracji, tak jak nie ma prawdziwej demokracji bez socjalizmu”. Z drugiej strony – w miarę pozyskiwania większej ilości informacji na temat specyfiki sytuacji w Rosji podkreślała konieczność (z rewolucyjnego punktu widzenia) wprowadzenia przez bolszewików wielu „środków nadzwyczajnych” w celu obrony państwa robotniczego. Podkreślała, że niezależnie od rezultatów rewolucji 1917 Leninowi i jego partii należy się szacunek, gdyż jako pierwsi na świecie odważyli się wprowadzić w życie to, o czym do tej pory dyskutowano jedynie teoretycznie. Tym bardziej, jeśli weźmie się pod uwagę sytuacje, w jakiej znajdowała się wówczas Rosja, kraj wyczerpany wojną, osaczony przez imperializm i zdradzony przez międzynarodowy proletariat.
Teoretycy bolszewiccy, tacy jak Włodzimierz Lenin i Lew Trocki, odpowiedzieli na krytykę argumentując, że poglądy Luksemburg były klasycznie marksistowskimi, ale nie można ich było zastosować w przypadku Rosji z 1917. Twierdzili, że nabyte doświadczenie, chociażby przez konfrontację z partiami burżuazyjnymi, zmusiły ich do zrewidowania strategii marksistowskiej. Zwracali uwagę, że sama Luksemburg po wyjściu z więzienia zmuszona została do konfrontacji ze Zgromadzeniem Narodowym w Niemczech, co porównywali z własnym konfliktem z rosyjskim Zgromadzeniem Ustawodawczym.

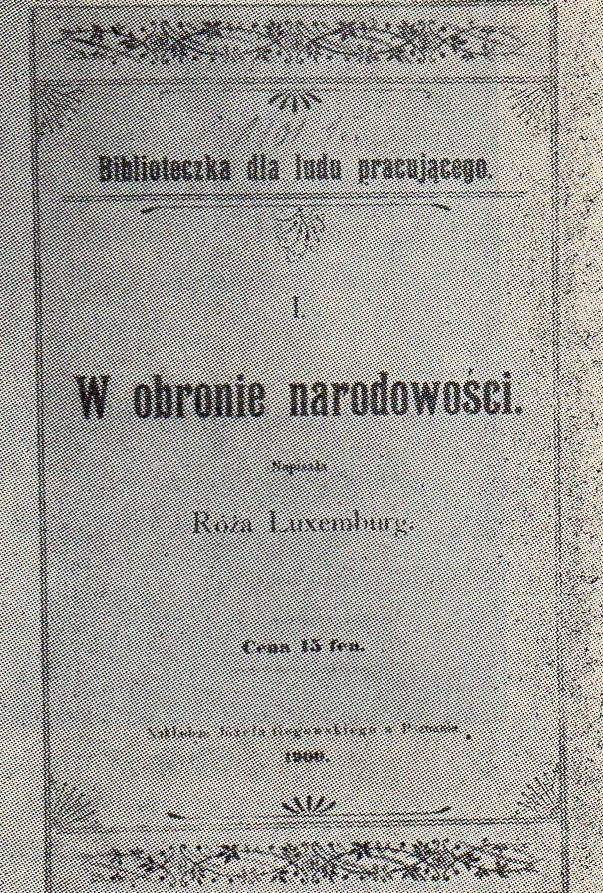
Okładka broszury W obronie narodowości opublikowana w Poznaniu w końcu 1900

### Kwestia kobieca
Podobnie jak jej towarzyszki Clara Zetkin i Aleksandra Kołłontaj, aktywne działaczki na rzecz feminizmu socjalistycznego, Luksemburg również uważała, że w kapitalizmie kobiety są uciskane podwójnie: w rodzinie i w miejscu pracy. Twierdziła, że konfliktów płciowych nie da się ograniczyć wyłącznie do prostego antagonizmu między mężczyznami i kobietami, ale mają one głębsze korzenie w systemie kapitalistycznym, w którym płatna praca jest uważana za produkt. Albańska politolożka Lea Ypi twierdzi, że Luksemburg można uznać za pionierkę teorii reprodukcji społecznej, oferującą analizę akumulacji kapitału, w której utowarowienie pracy domowej stanowi krok w progresywnej ekspansji stosunków kapitalistycznych na niekapitalistyczne sfery, takie jak gospodarstwo domowe.
Chociaż Luksemburg nie przedstawiła tego argumentu wprost, jej obrona praw kobiet łączyła się z ostrą krytyką systemu kapitalistycznego, który postrzegał pracę domową, tj. pracę tradycyjnie wykonywaną przez kobiety, jako nieproduktywną, a także w którym kobietom z proletariatu brakowało podstawowych praw politycznych. Dlatego, gdy belgijscy socjaldemokraci zgodzili się na sojusz z partią liberalną, rezygnując tym samym z żądania praw wyborczych dla kobiet, Luksemburg potępiła porozumienie w najostrzejszych słowach. Twierdziła, że prawa wyborcze dla kobiet nie tylko poprawią ogólną reprezentację demokratyczną, ale także „wyczyszczą duszącą atmosferę obecnego, filisterskiego życia rodzinnego, które tak bezbłędnie odbija się na członkach naszej partii”.

### Sprawa polska
Róża Luksemburg, chociaż pochodziła z rodziny żydowskiej, to od najmłodszych lat wychowywana była w kulturze polskiej oraz niemieckiej, a jako swoją narodowość zawsze uznawała polską. Natomiast względem swoich żydowskich korzeni nie żywiła większych sentymentów, a nawet okazywała niechęć względem kultury judaistycznej. Według Tadeusza Radwańskiego, jednego z działaczy SDKPiL, Luksemburg w ogóle nie traktowała jidysz jako odrębnego języka, a określała go mianem „żargonu”.
Miała szczególnym sentymentem darzyć polską kulturę romantyczną, a przede wszystkim twórczość Adama Mickiewicza, na którą powoływała się m.in. w swojej publikacji z 1895 Niepodległa Polska i sprawa robotnicza. Powołując się na cytaty z Pana Tadeusza dowodziła, że urzeczywistnienie sprawy narodowej może być możliwe w międzynarodowej walce robotników o socjalizm. W jej listach do Leona Jogichesa również można znaleźć wiele odwołań do Mickiewicza. W artykule Kartki z przeszłości dowodziła, że Mickiewicz był największym polskim poetą i dzięki niemu Polacy weszli w grono narodów najbardziej kulturalnych. Według Luksemburg twórczość polskiego wieszcza ukazywała ostatnią już fazę Polski szlacheckiej w przededniu jej rozkładu i zastąpienia przez nowoczesne, kapitalistyczne stosunki produkcji, które wymieniły zubożałe, ale autentycznie wtedy jeszcze patriotyczne warstwy szlacheckie, na cyniczną i gotową służyć zaborcy burżuazję. Luksemburg uznawała Mickiewicza za objawienie polskiej kultury, który błyskotliwie przedstawił życie szlacheckie i w swojej miłości ojczyzny potrafił zmierzyć się z samym Bogiem, co miał uczynić w dramacie Dziady.
Od początków istnienia polskiego ruchu robotniczego sprawa niepodległości Polski wzbudzała dyskusje. Pierwsza polska partia robotnicza, do której należała młoda Róża, Socjalno-Rewolucyjna Partia Proletariat głosiła międzynarodową solidarność ludzi pracy i odrzucała niepodległość jako pierwszoplanowy cel walki. Taka postawa będzie towarzyszyć Luksemburg przez resztę życia, co w większości wynikało z jej skrajnie materialistycznego pojmowania historii oraz rzeczywistości.
W 1893 Luksemburg reprezentowała Socjaldemokrację Królestwa Polskiego na kongresie II Międzynarodówki w Zurychu. Wówczas pierwszy raz doszło do starcia pomiędzy nią a przedstawicielami opcji niepodległościowej, którzy w późniejszym czasie związani byli z Polską Partią Socjalistyczną. Sprzeciwiła się niepodległości, głosząc w duchu poglądów Ludwika Waryńskiego, stawianie na pierwszym planie walkę z kapitalizmem, a kwestię niepodległości odłożyć do momentu powszechnego wyzwolenia proletariuszy. Jak zauważył biograf Paul Frölich, jej przemówienie stanowiło wydarzenie wcześniej niespotykane, ponieważ socjaliści dotychczas dogmatycznie traktowali wypowiedzi Marksa i Engelsa o rewolucyjnym potencjale polskich powstań narodowych.
W tym samym czasie broniła prawa do rozwoju kulturalnego społeczeństwa polskiego pod zaborami. W opublikowanej przez siebie broszurze W obronie narodowości wskazywała, że Polacy mają prawo do zachowania swojej tożsamości i języka, a prawdziwym przeciwnikiem tego nie jest społeczeństwo niemieckie, a jego kapitalistyczne elity, dla których nacjonalizm jest sposobem tworzenia sztucznej identyfikacji społecznej.
Jak zauważył Feliks Tych:

Róża Luksemburg twierdziła, że Polska ma prawo do języka, szkół, nieskrępowanej kultury. Jej zdaniem jednak niepodległość mogła się ziścić tylko dzięki wielkiej wojnie, czyli wielkiej rzezi. I tak się zresztą stało. Sądziła też, że świat się przyzwyczaił, że Polski nie ma na mapie, a państwa europejskie powinny się scalać w jednej pacyfistycznej federacji. Dla niej wojny były największym zagrożeniem dla ludzkości. I rzeczywiście, obie wojny światowe pochłonęły miliony ludzi (…).

Stanowisko Luksemburg i konflikt z PPS było motywowany przede wszystkim jej badaniami naukowymi nad rozwojem gospodarczym w Polsce, jak również warunkami życia polskich robotników. Jej sprzeciw wobec niepodległości Polski był powodowany przede wszystkim obawą o gospodarczą recesję, której efekty mogłyby źle wpłynąć na poziom życia polskich obywateli. Niemniej, dopóki polski kapitalizm dopiero zaczynał się rozwijać, a rosyjski imperializm był już umocniony, to polskie ruchy patriotyczne zasługiwały na poparcie ze względu na swój postępowy charakter. Jednak Luksemburg obawiała się, że rozwój ruchów narodowowyzwoleńczych doprowadzi do powstanie bezsensownych sporów narodowych, zamiast skupienia się na kwestii ekonomicznej.
Powstanie dużych ośrodków przemysłowych stworzyło ruch robotniczy, który uzyskując świadomość klasową miał jednocześnie nabyć świadomość sojuszu z klasą robotniczą krajów ościennych, a w związku z tym uznać konieczność pierwszeństwa międzynarodowej walki z kapitałem nad kwestię osiągnięcia niepodległości państwa. Ze względu, że gospodarki Kongresówki oraz Rosji były ze sobą ściśle powiązane (2/3 eksportu szło do Rosji), to stworzenie niepodległego państwa nie było w interesie żadnej z klas. Natomiast w sytuacji jej uzyskania, jeśli wcześniej nie nastąpiłoby wyzwolenie proletariatu, w nowym państwie porządek ekonomiczny, prawny i polityczny byłyby narzucany wyłącznie przez klasę kapitalistów.
Luksemburg w artykule Socjalpatriotyzm w Polsce z 1895:

Pozytywne zadania polskiego proletariatu układają się ściśle analogicznie do zadań socjaldemokratów we wszystkich innych krajach. Zadania te polegają na demokratyzacji danych warunków państwowych. Przez to, że Rosja i Polska stają się jednym kapitalistycznym mechanizmem, polski i rosyjski proletariat stają się jedną klasą robotniczą, a ich wspólnym najbliższym celem staje się obalenie caratu.
Walka o polityczną wolność w Rosji daje polskiemu proletariatowi zupełną możność walczenia nie tylko o jego interesy robotnicze, lecz jednocześnie daje mu możność wywalczenia w sposób jedynie skuteczny autonomicznej swobody w Polsce i w ten sposób stania na straży zagrożonej narodowości polskiej.

Ze względu, że „narodowa burżuazja” nie stanowiła żadnej gwarancji polepszenia warunków bytowych klasy robotniczej, Luksemburg opowiadała się za strategią autonomistyczną. Polska, zamiast odrywać się od Rosji, miała posiadać „samorząd lokalny”, co tworzyłoby szansę dla socjaldemokracji, która powinna walczyć o demokratyzację władzy samorządowej i powszechne prawo wyborcze dla ogółu społeczeństwa (burżuazja bowiem chciałaby ich ograniczenia). Luksemburg sądziła, że w miarę rozwoju imperialistycznej fazy kapitalizmu między władzą centralną, a samorządową, zacznie narastać sprzeczność, ponieważ imperializm preferuje silną, scentralizowaną i autorytarną władzę. Demokratyczny samorząd miałby być hamulcem dla autorytarnej władzy centralnej. Uzależnianie się gospodarek Królestwa Kongresowego i Cesarstwa Rosyjskiego miał stanowić element sprzyjający powstawaniu autonomii, ale również procesu demokratyzacji na obszarze całego państwa. Władze autonomii byłyby odpowiedzialne za obszary: publicznej edukacji w języku narodowym, ochrony zdrowia, prawa karnego i cywilnego, a prawa pracy. Luksemburg zakłada również zastąpienie stałej armii lokalną milicją (na wzór szwajcarski). Samorząd posiadałby również szerokie kompetencje w zakresie polityki gospodarczej – przede wszystkim w górnictwie, leśnictwie, rolnictwie, transporcie morskim i lądowym.

### Ostatnie słowa: wiara w rewolucję
Ostatnie znane słowa Luksemburg napisane zostały w wieczór jej morderstwa i dotyczyły wiary w masy i tego, co postrzegała jako nieuchronność triumfującej rewolucji:

Kierownictwo zawiodło. Ale może i musi powstać nowe kierownictwo wyłonione przez masy i spośród mas. Masy są czynnikiem decydującym, są opoką, na której wzniesione zostanie ostateczne zwycięstwo rewolucji. Masy stanęły na wysokości zadania, uczyniły z tej „klęski” kolejne ogniwo owych historycznych klęsk, które stanowią dumę i siłę międzynarodowego socjalizmu. I dlatego z tej „klęski” wyrośnie przyszłe zwycięstwo. „Porządek panuje w Berlinie!” O nędzne zbiry! Wasz „porządek” jest zamkiem na lodzie.
Rewolucja już jutro „znowu wśród grzmotów do góry się wzniesie” i ku waszemu przerażeniu i wśród dźwięków surm oznajmi:
Byłam, jestem, będę!

## Współczesny luksemburgizm
Podczas gdy w czasach współczesnych funkcjonuje bardzo niewiele rewolucyjnych ruchów luksemburgistycznych, wiele idei luksemburgizmu jest bardzo popularnych pośród feministek i trockistów, jak również pośród niemieckich zwolenników lewicy. W 2002 roku 10 tys. osób wzięło udział w marszu na cześć Luksemburg i Liebknechta, a ok. 90 tys. odwiedziło ich groby.
Dla wielu socjalistów, określających siebie jako luksemburgistów lub też nie nazywających siebie w taki sposób, Róża Luksemburg jest bohaterką sprzeciwiającą się z jednej strony kapitalizmowi i imperializmowi, a z drugiej – ludziom w jej mniemaniu niesłusznie nazywającymi się socjalistami.

## Teoretycy luksemburgizmu
- Róża Luksemburg
- Karl Liebknecht
- Paul Frölich(inne języki)
- René Lefeuvre(inne języki)
- Daniel Singer
- Alain Guillerm
- Eric Chester